# Бабагельдыев, Ягмур
Ягмур Бабагельдыев (туркм. Ýagmyr Babageldiýew; 1919 год, село Сойналы (Söýnaly) — дата смерти неизвестна) — хлопковод, бригадир колхоза имени Кирова Тахта-Базарского района Туркменской ССР. Герой Социалистического Труда (1966).

## Биография
Родился в 1919 году в селе Сойналы (в советское время — Тахта-Базарского района, ныне — Тагтабазарский этрап Туркменистана).
С 1937 по 1940 года — колхозник в селе Марчак (Marçak) Тахта-Базарского района. В 1940 году был призван на срочную службу в Красную Армию. Участвовал в Великой Отечественной войне. После демобилизации в 1946 году возвратился на родину.
В 1946—1947 годах — рядовой колхозник в колхозе имени Красной Армии (Gyzyl Goşun, с 1951 года — колхоз имени Кирова) Тахта-Базарского района. С 1947 года — бригадир хлопоководческой бригады.
В 1965 году бригада Ягмура Бабагельдыева досрочно выполнила задания Семилетки (1959—1965) по сбору хлопка-сырца. Указом Президиума Верховного Совета СССР от 30 апреля 1966 года «за успехи, достигнутые в увеличении производства и заготовок хлопка-сырца» удостоен звания Героя Социалистического Труда с вручением ордена Ленина и золотой медали «Серп и Молот».
Дата смерти неизвестна.